# Питање живота и смрти
Питање живота и смрти (енгл. A Matter of Life and Death) је британски фантастично-љубавни филм из 1946. године, смештен у Енглеску током Другог светског рата.
Режију, сценарио и продукцију потписују Мајкл Пауел и Емерик Пресбургер, а главне улоге тумаче Дејвид Нивен, Роџер Ливси, Рејмонд Меси, Ким Хантер и Маријус Горинг. Филм је првобитно објављен у Сједињеним Државама под насловом Степениште до раја, који је произашао из најистакнутијег специјалног ефекта филма: широког покретног степеништа које повезује Земљу са загробним животом.
Године 1999, Питање живота и смрти је заузело 20. место на листи 100 најбољих британских филмова Британског филмског института. Заузело је 90. место у анкети најбољих филмова свих времена часописа Sight & Sound 2012, као и 78. место 2022. године.

## Радња
Дана 2. маја 1945, вођа ескадриле Питер Картер, пилот Краљевског ратног ваздухопловства, лети тешко оштећеним и запаљеним Авро Ланкастер бомбардером изнад Ламанша, после мисије изнад Немачке. Картер очекује да умре, након што је наредио својој посади да искочи из авиона, а да им није открио да је његов сопствени падобран уништен. Једина радио оператерка који ухвати његов позив је Џун, у америчкој ваздухопловној бази на обали Енглеске. Неколико минута Картер разговара са Џун, пре него што искочи из авиона без падобрана.
Питер је у том тренутку требало да умре, али Кондуктор 71, водич који је послат да га отпрати у загробни свет, пропушта га због густе магле изнад Ламанша. Питер се буди на плажи близу Џунине базе. У почетку претпоставља да је у загробном животу, али, када му један Де Хевиланд Москито пролети ниско изнад главе, на своје запрепашћење открива да је још увек жив.
Питер среће Џун како се враћа бициклом после ноћне смене и њих двоје се заљубљују. Кондуктор 71 (француски аристократа погубљен на гиљотини током револуције) зауставља време да објасни Питеру ситуацију, позивајући га да прихвати своју смрт и отпрати га у загробни свет, али Питер захтева да упути жалбу. Док се Кондуктор 71 консултује са својим претпостављенима, Питер наставља да живи. Кондуктор 71 се враћа и обавештава га да му је жалба одобрена и да има три дана да припреми свој случај. Може да изабере браниоца међу свим људима који су икада умрли, али Питер има потешкоћа да га изабере.
Џунин фасцинирани пријатељ доктор Ривс дијагностикује Питерове визије као симптом повреде мозга — хронични адхезивни арахноидитис од благог потреса мозга две године раније — и заказује му операцију. Ривс гине у несрећи на мотоциклу док покушава да пронађе возило хитне помоћи које треба да одвезе Питера у болницу. Ривсова смрт омогућава му да заступа Питера као бранилац.
Ривс тврди да је, без његове кривице, његовом клијенту дато додатно време на Земљи и да се за то време заљубио, као и да сада има земаљску посвећеност која би требало да му да предност у односу на загробни живот. Тужилац је Американац Абрахам Фарлан, који мрзи Британце јер је страдао као прва жртва Америчког рата за независност. Ривс оспорава састав пороте сачињену од представника који имају предрасуде према Британцима. Како би се осигурало поштено суђење, порота је замењена мултикултуралном групом модерних Американаца чије су порекла једнако разнолика као и код оних које замењују.
И Ривс и Фарлан праве поређења са националношћу оног другог како би подржали своје ставове. На крају, Ривс налаже Џун да се заузме (Кондуктор 71 је успава у стварном свету како би могла да сведочи) и докаже да она искрено воли Питера, говорећи јој да је једини начин да му спасе живот да заузме његово место, након чега она без оклевања ступа на степениште до другог света и одлази, остављајући Питера иза себе. Степениште се нагло зауставља и Џун јури назад ка Питеровим раширеним рукама. Као што Ривс тријумфално објашњава: „… ништа није јаче од закона у универзуму, али на Земљи ништа није моћније од љубави”.
Порота одлучује у Питерову корист. Судија показује Ривсу и Фарлану нови животни век који је додељен оптуженом; Ривс га назива „веома великодушним”, а Фарлан се у шали пожали, а затим пристаје на њега. Њих двојица се затим зафркавају један са другима и против строгог главног записничара, који протестује против кршења закона. У операционој сали хирург проглашава операцију успешном.

## Улоге
| Глумац          | Улога               |
| --------------- | ------------------- |
| Дејвид Нивен    | Питер Дејвид Картер |
| Роџер Ливси     | др Френк Ривс       |
| Рејмонд Меси    | Абрахам Фарлан      |
| Ким Хантер      | Џун                 |
| Маријус Горинг  | Кондуктор 71        |
| Роберт Кут      | Боб Трабшоу         |
| Кетлин Бајрон   | анђео               |
| Абрахам Соуфер  | судија              |
| Џоун Мод        | главна записничарка |
| Мајкл Трабшоу   | самог себе          |
| Ричард Атенборо | енглески пилот      |
| Бонар Колеано   | амерички пилот      |

## Продукција
Филм је снимљен у студијима D&P и Denham Studios у Денаму, Бакингемшир, и на локацијама у Девону и Сарију. Сцена на плажи снимљена је у плажи Саунтон Сендс у Девону, а село које се види у камери опскури било је село Шир у Сарију. Продукција је трајала од 2. септембра до 2. децембра 1945, користила је 29 сетова и процењено је да је коштала 320.000 фунти.
Филм је имало дуг период претпродукције због сложености продукције. Огромном покретном степеништу које повезује овај свет са загробним, названом „Операција Етел” од стране фирме инжењера која га је конструисало под окриљем лондонског Одбора за путнички транспорт, било је потребно три месеца да се направи и коштало је 3.000 фунти. „Етел” је имала 106 степеница, где је свака била широка 6,1 метар, а покретао ју је мотор од 12 коњских снага. Цео снимак степеништа је употпуњен висећим минијатурама. Бука машинерија спречила је снимање звука уживо – све сцене са покретним степеништем су синхронизоване у постпродукцији.
Одлука да се сцене загробног света сниме црно-бело додатно је створила је још више компликација. Снимљене су у Техниколору, али боја није додата током штампања, дајући бисерну нијансу црно-белим снимцима. Фотографски растварачи између „Техниколора боје монохрома” (загробни свет) и Техниколора у три траке (Земља) се користе неколико пута током филма. На филмске фондове и Тецхниколор камере чекало се девет месеци јер их је америчка војска користила за прављење филмова за обуку.
Друге секвенце су такође представљале изазове, као што је партија стоног тениса са заустављена у времену за коју су Хантерову и Ливсија обучавали шампиони Алан Брук и Виктор Барна; сцена у којој Картер исплива на плажу, прва је снимљена сцена, у којој је сниматељ Џек Кардиф својим дахом замаглио сочиво камере да би остварио изглед који је желео; и дуга, 25-минутна пробна секвенца, која је захтевала сет са 110 метара дугачким и 12 метара високом позадином.

## Анализа

### Наслов
Према Пауелу у његовој књизи Живот у филмовима, Сједињене Државе су биле једино тржиште на коме је промењено име филма. Амерички наслов је био идеја Артура Крима и Роберта Бенџамина, двојице адвоката који су тек почели да се баве филмским послом, који су филм пласирали у САД, и инсистирали су да ниједан филм тамо никада није добро прошао са речју „смрт” у наслову. Када је Пресбургер узвратио хит филмом Смрт узима одмор, они су одговорили да је био успешан јер је сама чињеница да је Смрт била на одмору значила да у филму неће бити смрти.

### Питерове визије
Наратив филма не појашњава да ли су Питерове визије стварне или халуцинантне. Чињеница да исти глумац игра небеског судију и можданог хирурга указује на то да су оне халуцинација. Како би осигурали да Питерови симптоми – укључујући његове визије – буду у складу са приказаном дијагнозом и лечењем, филмски ствараоци су прочитали и интегрисали значајну количину медицинских истраживања.
Интерпретације Питерових визија „другог света” као натприродног, у контексту филмског наратива, могу бити поткријепљене елементима радње. Кључно питање, на које се алудира у дијалогу филма, односи се на малу вероватноћу да ће Питер преживети пад из авиона. (Ипак, у малом броју историјских случајева, људи су преживели пад са велике висине, без озбиљних повреда или трајног инвалидитета.) Исто тако, две сцене смештене у другом свету одвијају се без Питера, наиме Трабшоуов долазак и увод до почетка суђења. Трећи заплет, у вези са позајмљеном књигом, такође као да наговештава да је други свет стваран. Међутим, сви ови догађаји могу се објаснити као ретроспективни изуми Питеровог ума, док је он у несвести.

### Загробни свет
Продуценти су се потрудили да никада не назову „загробни свет” Небесима, јер су сматрали да је то ограничавајуће. Међутим, у првим минутима филма појављује се млади Ричард Атенборо као погинули ваздухопловац који се пријављује у „загробном свету” и пита: „Ово је рај, зар не?” Након тога пратитељка из „загробног света” коментарише официру Трабшоуу да би неки људи могли помислити да би било „рајски бити чиновник”. Међутим, уводни насловни текст – поновљен у предговору новелизације филма Ерика Вармана из 1946. године – садржи експлицитну изјаву: „Ово је прича о два света, о једном који познајемо и другом који постоји само у уму младог авијатичара чији су живот и машта насилно обликовани ратом”, али наставља да каже: „Свака сличност са било којим другим светом познатим или непознатим је чиста случајност”.

### Идентитети и значај статуа
Уз покретно степениште се налазе велике статуе (које је креирао Ерик Омоније) историјски значајних личности. Списак имена статуа појављује се на рукопису Мајкла Пауела на 49. и 50. страници сценарија. Она су:
| - Александар Велики - Лудвиг ван Бетовен - Фредерик Шопен - Конфучије - Бенџамин Френклин - Гај Јулије Цезар - Абрахам Линколн - Микеланђело Буонароти - Мухамед | - Мојсије - Бартоломео Муриљо - Платон - Рембрант - Кардинал Ришеље (споменут) - Вилијам Шекспир (споменут) - Краљ Соломон - Џонатан Свифт |

Многи од њих имају заједничку карактеристику која превазилази њихову истакнутост у политици, уметности и филозофији: године 1945. веровало се да је већина поменутих личности имала епилепсију – као и Џон Банјан, који се у филму појављује као кондуктор др Ривса.

### Англо-амерички односи
Филм је првобитно предложило одељење британске владе ради побољшања односе између Американаца у Великој Британији и британске јавности, након доприноса Пауела и Пресбургера овој сфери у Кентерберијској причи две године раније, иако ниједан од ова два филма није добио никаква државна средства. Постојао је одређени степен јавног непријатељства према америчким војницима стационираним у Британији пре искрцавања у Нормандији. Премиса филма је једноставна инверзија: британски пилот осваја лепу Американку, а не обрнуто, а једину националну нетрпељивост – против Британаца – изражава прва америчка жртва Америчког рата за независност. Рејмонд Меси, који глуми Американца, био је канадски држављанин у време снимања филма, али је након тога постао натурализовани амерички држављанин.

### Шах
Дејвид Нивен је био љубитељ шаха. Питер и Џун играју шах док чекају др Ривса. Затим Кондуктор 71 „позајми” шаховску књигу коју је Петар случајно оборио са стола, Моје најбоље партије шаха 1924–1937. Александра Аљехина. Након што је суђење завршено, Кондуктор 71 баца књигу са степеништа; Џун је проналази у џепу јакне, што доводи у питање да ли је све ово била само халуцинација. Миг Грингард је приметио: „Много је шаха у филмовима прошлости и садашњости, али не могу да се сетим још једног истакнутог појављивања праве књиге о шаху”.
Ијан Кристи је написао: „Заплет са шахом такође може бити од већег значаја него што се на први поглед чини. Кондуктор покушава да искуша питера нудећи му прилику да своју вештину супростави великим шаховским мајсторима; и он 'позајмљује' чувену Аљехинову књигу, само да би је вратио у изванредном прелазном кадру који уводи последњу секвенцу Питеровог буђења у болници. Као знак Питеровог живота, књига се пребацује из једног фотографског света у други у оквиру истог кадра”.
Кондуктор 71 стално подсећа Питера да ће ускоро срести шаховског мајстора Филидора.

## Објављивање
Питање живота и смрти изабрано је за прву Краљевску филмску изведбу 1. новембра 1946. у Емпајер театру у Лондону, у присуству краља Џорџа VI и његове супруге Елизабет. Изведба је одржана у добротворне сврхе и прикупљено је 30.000 фунти. Затим је 15. децембра 1946. изашао у широку дистрибуцију у Великој Британији. Филм је касније изашао у САД у Њујорку 25. децембра 1946. под називом Степениште до раја.
Према трговачким папирима, филм је био „значајна атракција на благајнама” у британским биоскопима 1947. године.
Године 1986. филм је приказан ван конкуренције на Филмском фестивалу у Кану.

## Пријем
Критичар Босли Краутер је рекао да је Питање живота и смрти најбољи божићни филм икада снимљен, похваливши га због „његовог елегантног шарма, паметног хумора и невероватног визуелног умећа. Пауел и Пресбургер, двоје паметних људи који су дошли на ову идеју, не само да су режирали филм већ су и написали његов сценарио. У целој причи, њихова духовитост и вештина били су велики део тога, а они су то показали на много забавних начина. Чињеница да су користили Тецхниколор за снимање сцена на Земљи и тонове сепије да би приказали савршене светове Оностраног је добар пример колико су били креативни. Овај паметни контраст натерао је небеског гласника да сиђе са етеричних висина и да се нашали о томе како је тешко пронаћи Тецхниколор на небу. Ово је показало колико су редитељи добро користили боју и симболику.”
После Другог светског рата, појавио се значајан број остварења са овом тематиком, о чему говоре класични филмови као што су Диван живот и Питање живота и смрти. Ови филмови су резонирали са колективним осећањем становништва које се борило са дубоким губитком вољених током рата, пружајући извор утехе и комфора многим појединцима.
У децембру 2017. дигитално рестаурирана верзија приказана је у британским биоскопима. Кевин Махер, који је писао за The Times, рекао је да је рестаурација била „оштра”, док је филм описао као „дефинитивни класик фантастике”, а такође и као „незаобилазан за гледање”.